# Берёзовка (приток Сестры)
Берёзовка — река в Московской области России, левый приток реки Сестры.
В среднем и нижнем течении протекает параллельно Сестре в 1—2 км от неё по заболоченной безлесной низине и почти на всём этом отрезке спрямлена каналом.
Длина — 25 км, площадь водосборного бассейна — 86,4 км². Равнинного типа. Питание преимущественно снеговое. Берёзовка замерзает в ноябре — начале декабря, вскрывается в конце марта — апреле.
Верховья Берёзовки лежат в глухих сосновых лесах и представляют интерес для туристов вместе с соседней лесной речкой Ведомой.